# Erich Folz
Erich Folz, Spitzname „Fips“ (* 26. November 1921 in Kaiserslautern; † 1994), war ein deutscher Fußballspieler.

## Leben
Erich Folz wurde in Kaiserslautern geboren.
Er war von 1942 bis 1943 und von 1947 bis 1954 in der ersten Mannschaft des 1. FC Kaiserslautern als Stürmer aktiv. 1951 und 1953 wurde er mit den Lauterern Deutscher Meister. Er spielte zwar jeweils nicht im Endspiel, hatte aber 1951 mit drei Einsätzen in der gesamten Endrunde und 1953 mit drei erzielten Treffern in der Oberligasaison seinen Anteil an den Erfolgen. In einer vom Verein herausgegebenen Zeitschrift aus dem Jahr 1953 wird er als „technisch versierter Spieler mit gutem Einpassungsvermögen“ bezeichnet, der allerdings auch „leider viel verkannt“ würde. Folz bestritt insgesamt 57 Oberliga-Spiele für den FCK und erzielte 14 Tore.
Er starb 1994 im Alter von 72 Jahren.
Sein Bruder Karl Heinz (* 1918 in Kaiserslautern; ab 1945 vermisst) spielte ebenfalls beim FCK. Daher wurde Erich Folz z. B. in Publikationen auch als „Folz II“ bezeichnet.